# Kaltennordheim
Kaltennordheim (pronunciación alemana: ˌkaltn̩ˈnɔʁt.haɪ̯mⓘ) es una ciudad situada en el distrito de Schmalkalden-Meiningen, en el estado federado de Turingia (Alemania), a una altitud de 440 metros. Su población a finales de 2016 era de unos 3400 habitantes y su densidad poblacional, 83 hab/km².
Dentro del distrito, la ciudad es la capital de la mancomunidad (Verwaltungsgemeinschaft) de Hohe Rhön, de la cual forma parte junto a cuatro municipios vecinos. El municipio incluye las pedanías de Aschenhausen (antiguo municipio incorporado a Kaltennordheim en 2019), Kaltenlengsfeld (incorporado en 2013), Kaltensundheim (incorporado en 2019), Kaltenwestheim (incorporado en 2019), Melpers (incorporado en 2019), Mittelsdorf (incorporado en 1974), Oberkatz (incorporado en 2019) y Unterweid (incorporado en 2019). Antes de las fusiones de 2019, la ciudad pertenecía al distrito de Wartburg, pero el 1 de enero de 2019 pasó a Schmalkalden-Meiningen al pertenecer a este distrito los municipios incorporados ese año.
Se conoce la existencia de la localidad desde el año 795 y a lo largo de su historia estuvo en manos de varias familias nobles. Recibió derechos de mercado en 1145 y el título de ciudad en 1562. Antes de la unificación de Turingia en 1920, la ciudad pertenecía al ducado de Sajonia-Weimar-Eisenach.